# 塩化コリン
塩化コリン（えんかコリン、英: Choline chloride）は、化学式[(CH
3)
3NCH
2CH
2OH]+
Cl−
で表される有機化合物であり、コリンカチオン（[(CH
3)
3NCH
2CH
2OH]+
）と塩化物イオン（アニオン）（Cl−
）からなる第四級アンモニウム塩である。これは、二官能性化合物であり、第四級アンモニウム基とヒドロキシ基の両方を含んでいる。この塩のカチオンであるコリンは、生物の体内で自然に存在している。塩化コリンは、白色で水溶性の塩であり、主に動物用飼料に使用されている。

## 合成
実験室では、コリンは、ジメチルエタノールアミンとクロロメタンを用いてメチル化することによって調製できる。
塩化コリンは大量生産されており、1999年の世界生産量は約160,000トンと推定されている。工業的には、エチレンオキシド、塩化水素、およびトリメチルアミンの反応によって、またはあらかじめ形成された塩から生産される。
塩化コリンは、トリメチルアミンを2-クロロエタノールで処理することによっても調製できる。
(CH
3)
3N + ClCH
2CH
2OH → [(CH
3)
3NCH
2CH
2OH]+
Cl−

## 応用
塩化コリンは、特にニワトリの飼料において重要な添加物であり、成長を促進する。また、尿素、エチレングリコール、グリセリン、および他の多くの化合物と深共晶溶媒を形成する。
さらに、水圧破砕法に使用される流体中の粘土制御添加剤としても使用される。

## 関連する塩
他の市販のコリン塩には、水酸化コリンと重酒石酸コリンがある。食品においては、この化合物はしばしばホスファチジルコリンとして存在する。